# Фототиристор
Фототири́стор — це тиристор, напруга включення якого зменшується зі збільшенням освітлення.

Принцип роботи фототиристора полягає в залежності напруги від освітленості. За відсутності освітлення (Ф = 0) фототиристор закритий. Вся напруга ЕАК падає на ньому, через що опір навантаження RН знеструмлений.
При освітленні світловий потік Ф падає на одну з баз, через що в базі генеруються електрони та дірки.

Поле колекторного переходу направляє їх до відповідних емітерних переходів, завдяки чому пряма напруга на емітерних переходах знижується і, як наслідок, починається інжекція носіїв заряду з емітерних областей, тобто включення тиристора.

Після включення фототиристора він не реагує на змінення світлового потоку Ф і навіть при зникненні освітлення (Ф = 0) залишається включеним. Виключити тиристор можна тільки зняттям напруги живлення (ЕАК = 0).